# Vib-Ribbon
Vib-Ribbon (яп. ビブリボン Бибу рибон) — музыкальная компьютерная игра, разработанная компанией NanaOn-Sha и изданная компанией Sony Computer Entertainment. Она была выпущена 9 декабря 1999 года в Японии и 1 сентября 2000 года в Европе.
Игра была уникальной в том, что программное обеспечение загружалось в ОЗУ, позволяя игроку использовать любой музыкальный компакт-диск для игры; игра может генерировать уровни из любой дорожки. Графика Vib-Ribbon проста и состоит из прямых белых векторных линий, образующих грубые угловатые рисунки уровня и персонажа игрока по имени Вибри.

## Геймплей
Vib Ribbon — ритмичная игра, в которой игроки направляют главного героя, Вибри, по линии, заполненной препятствиями, связанными в соответствии с ритмом песни. Есть четыре основных препятствия; блок, петля, волна и дыра, которые требуют, чтобы игроки нажимали кнопки L, R, X или ↓ соответственно в нужное время для навигации. Иногда два препятствия могут быть объединены, что потребует от игрока одновременного нажатия двух кнопок (например, комбинация блоков и ям потребует от игроков одновременного нажатия клавиш L и ↓). Если не нажать кнопку в нужное время, Вибри временно превращается в набросанную версию. Если вы слишком много раз столкнетесь с препятствиями, из кролика Вибри превратится в лягушку, за которой следует червь. Удар слишком много раз в форме червя завершит игру. Успешные действия помогут Вибри восстановиться до ее высших форм и устранить достаточно препятствий подряд, в то время как в форме кролика превратят Вибри в Королеву Вибри, увеличивая счет игрока, пока Вибри не будет поражена.
Во время игры счет игрока подсчитывается с помощью символов, которые затем конвертируются в очки в конце пробега, в течение которых бонусные очки также могут быть вознаграждены. Заработав высокий балл, Вибри споет поздравительную песню, основанную на их позиции. Основная игра состоит из шести песен в исполнении не указанного японского певца, которые разделены на курсы бронзы, серебра и золота, содержащие по две песни в каждом. Кроме того, проигрыватели могут создавать уровни, используя песни с музыкальных компакт-дисков, с трудностями в зависимости от интенсивности музыки. Саундтрек, по словам Масаи Мацууры, был предоставлен группой под названием Laugh and Peace и Ёко Фудзитой. Работая с группой, Мацуура хотел создать саундтрек, который бы побуждал игроков использовать свои собственные музыкальные компакт-диски. Нежелание связывать игру с каким-либо одним музыкальным жанром было большой частью того, почему визуальные эффекты игры настолько нейтральны по цвету и просты.
| Иноязычные издания | Иноязычные издания |
| Издание            | Оценка             |
| ------------------ | ------------------ |
| GameFan            | 94/100             |
| GameSpot           | 7/10               |

## Разработка
Разработка игры, ставшей впоследствии Vib-Ribbon, началась вскоре после завершения игры «PaRappa the Rapper». Компания Mercedes-Benz связалась с Sony по поводу использования игры для продвижения их будущего автомобиля A-класса, в результате чего компания NanaOn-Sha была назначена на этот проект. Компания сделала прототип, в котором использовалась полигональная графика, а главным героем был автомобиль. Однако недовольство команды демоверсией привело к тому, что продвижение было прекращено. С этого момента игра стала оригинальным проектом.
Каркасные визуальные эффекты игры вдохновлены ранней компьютерной графикой, а игровой процесс основан на любви Мацууры к игре на барабанах. Концепция автоматического создания музыки была реализована, когда один из программистов нашёл способ заставить PlayStation анализировать музыкальные компакт-диски; система опережает на восемь секунд то, что слушает игрок, и создаёт препятствия на основе «интересных» изменений частот.

## Сиквелы и переиздания
Игра получила два сиквела — «Mojib-Ribbon» и «Vib-Ripple». Обе игры были изданы в 2003 и 2004 годах соответственно в Японии для консоли PlayStation 2.
Создатель игры Масая Мацуура заявил о заинтересованности в работе над новой версией Vib-Ribbon, будь то сиквел или римейк, и проявил интерес к сервисам загрузки игр. Отвечая на вопрос о возможности порта для PlayStation 3, Мацуура сказал: «Мы обсуждаем возможность создания загружаемой версии Vib-Ribbon для Sony, но я пока не знаю — Sony только недавно запустила свой сервис загрузки игр в Японии, так что, возможно, нам нужно немного подождать, прежде чем выпустить игру с такой привлекательностью».
В 2012 году игра была приобретена Музеем современного искусства в Нью-Йорке как часть его коллекции видеоигр.
Первоначально Vib-Ribbon не была выпущена в Северной Америке, поскольку, как сообщается, Sony Computer Entertainment America не была впечатлена упрощённой графикой игры, что заставило фанатов проводить кампанию за американский выпуск, которую поддержал и сам Масая Мацуура.
На конференции E3 2014 Vib-Ribbon была отмечена Шоном Лейденом, в то время новым генеральным директором Sony Computer Entertainment of America. Лейден не осознавал, что на тот момент игра никогда не выпускалась в Америке, и многие в Интернете видели упоминание об игре, намекающее на выпуск в Северной Америке, несмотря на то, что компания не планировала этого. Таким образом, многие люди в социальной сети «Твиттер» были недовольны тем, что во время пресс-конференции игра больше не упоминалась. Когда Лейден осознал свою ошибку, он попросил свою команду поработать над усовершенствованием порта игры для PlayStation Network. Порт был выпущен в 2014 году, когда Лейден извинился за путаницу в блоге PlayStation.